# Larbi Mouissa
Larbi Mouissa est un sportif marocain né le 14 juin 1948 à Rabat.

## Biographie

### Enfance et formation
il est repéré par son professeur d'EPS qui l'inscrit au Stade Marocain.

### Carrière de sportif

#### Handball
En 1965, à 17 ans, il est appelé en équipe nationale. Il joue avec l'équipe nationale à 75 reprises. 
L’année suivante il gagne une seconde fois le Championnat du Maroc. Le club réalisera une seconde fois le doublé en 1968.
Après des études en France, Larbi rentre au Maroc et crée l'équipe de handball du Wydad de Casablanca (WAC) avec laquelle il joue une saison. Après son départ de l'équipe de handball du WAC, celle-ci continua de progresser et ne quitta plus la 1re division nationale.

#### Football
Après le handball, Larbi Mouissa décide de faire ses preuves en football. Il choisit de faire ses essais au Maghreb de Fès en 1970.

#### Le record de Larbi
En 1971, Larbi joue la finale de la Coupe du Trône avec le Mas de Fès,.